# 레이키
레이키(일본어: 霊亀, 영귀)는 일본의 연호 중 하나이다. 견당사가 여덟 번째로 파견되었다.
- 전후 : 와도(和銅) 이후 - 요로(養老) 이전.
- 시기 : 715년~716년
- 천황 : 겐쇼 천황

## 개원
- 와도 8년 9월 2일(율리우스력 715년 10월 3일), 상서로운 거북이(瑞亀)를 헌상 받아 레이키(霊亀)로 개원(改元).
- 레이키 3년 11월 17일(율리우스력 717년 12월 24일), 요로로 개원된다.

## 유래
- 겐쇼 천황의 즉위 때에 사쿄시키(左京職 좌경직[*])에게서 상서로운 거북이(瑞亀)를 헌상받자 《이아》 〈석어편〉의 “一曰神亀、二曰霊亀、….”에서 발췌하여 개원하였다.

## 레이키 시기에 일어난 일
- 원년
  - 里(리)를 郷(향)으로 바꿈(지방의 행정단위).
- 2년
  - 8차 견당사 파견

## 서력과의 대조표
| 레이키      | 원년       | 2년        | 3년        |
| ----------- | ---------- | ---------- | ---------- |
| 서기 (西紀) | 715년      | 716년      | 717년      |
| 간지 (干支) | 을묘(乙卯) | 병진(丙辰) | 정사(丁巳) |

## 같이 보기
- 일본의 연호 일람

| 이전 와도 | 일본의 연호 715년 ~ 716년 | 다음 요로 |